# Star Fox 64 3D
Star Fox 64 3D är en remake av till Nintendo 3DS av spelet Lylat Wars. Det bekräftades av Nintendo på E3 2010 med namnet Star Fox 64 3D (スターフォックス64 3D Sutā Fokkusu Rokujūyon Surīdī?) och spelet släpptes 14 juli 2011 i Japan, 9 september 2011 i både Europa och Nordamerika och 15 september 2011 i Australien.
Några skillnader med remaken (utöver 3D-effekten) är att man nu kan styra sin Arwing med gyrosensorn (man kan dock välja att styra med analogspaken), att spelet visar batteriet och tid på den nedre skärmen, att spelet visar även figurdialog på den nedre skärmen, och att alla karaktärer har fått nya röster. Spelet innehåller även, liksom originalet, ett vs-läge, som går att spela med upp till 3 andra spelare; detta kräver bara en spelkassett genom Download Play. Detta kan dock endast spelas lokalt, och inte över Internet.
Till skillnad från originalet, där namnet Lylat Wars användes i Europa och Australien, används namnet Star Fox 64 3D i alla regioner.

### Fotnoter
1. ↑  Aaron Kaluszka (7 juni 2011). ”Star Fox 64 3D Co-Developed by Q-Games” (på engelska). Nintendo World Report. http://www.nintendoworldreport.com/news/26633/star-fox-64-3d-co-developed-by-q-games. Läst 12 augusti 2016.
2. ↑  David Hinkle (7 februari 2011). ”Star Fox 64 3D does a barrel roll to retail on September 9” (på engelska). Engadget. https://www.engadget.com/2011/07/20/star-fox-64-3d-does-a-barrel-roll-to-retail-on-september-9/. Läst 12 augusti 2016.